# Discographie de Mylène Farmer
Mylène Farmer est l’interprète de 12 albums studio, 7 albums En public, 4 Best of et 3 compilations de Remixes.
65 chansons ont fait office de single. 21 d'entre elles se sont classées à la 1re place du Top 50 (un record), et 58 ont atteint le Top 10.
Chanteuse française ayant vendu le plus de disques depuis 1984 (plus de 30 millions), elle est également celle qui détient le record du nombre de disques de diamant, et la seule artiste en ayant obtenu sur 4 décennies différentes.

## Albums

### Albums studio
|                                                                       | Titre   | Classements | Classements | Classements | Classements | Classements | Classements | Classements | Classements | Classements | Classements | Classements                | Certifications | Ventes mondiales |
| FRA                                                                   | Titre   | WAL         | FLA         | SUI         | ROM         | QBC         | RUS         | GRE         | MON         | EUR         | ALL         |                            | Certifications | Ventes mondiales |
| Cendres de Lune - Sortie : 1er avril 1986 - Label : Polydor           | 20      | N/D         | N/D         | -           | N/D         | -           | N/D         | N/D         | N/D         | -           | -           | 2 × Or                     | 700 000        |                  |
| Ainsi soit je... - Sortie : 14 mars 1988 - Label : Polydor            | 1       | N/D         | N/D         | -           | N/D         | -           | N/D         | N/D         | N/D         | 10          | 47          | Diamant Or                 | 1 800 000      |                  |
| L'Autre… - Sortie : 8 avril 1991 - Label : Polydor                    | 1       | 1           | N/D         | 27          | N/D         | 17          | N/D         | N/D         | N/D         | 15          | 55          | Diamant Platine Or         | 2 200 000      |                  |
| Anamorphosée - Sortie : 17 octobre 1995 - Label : Polydor             | 1       | 2           | N/D         | 25          | N/D         | 27          | N/D         | N/D         | N/D         | 19          | -           | Diamant Platine Or Platine | 1 400 000      |                  |
| Innamoramento - Sortie : 7 avril 1999 - Label : Stuffed Monkey        | 2       | 2           | 40          | 59          |             | 25          | N/D         | N/D         | N/D         | 30          | -           | Diamant Platine            | 1 500 000      |                  |
| Avant que l'ombre... - Sortie : 4 avril 2005 - Label : Stuffed Monkey | 1       | 1           | 48          | 2           | N/D         | 43          | 1           | 5           | 34          | 14          | -           | 2 × Platine Or Platine     | 800 000        |                  |
| Point de suture - Sortie : 25 août 2008 - Label : Stuffed Monkey      | 1       | 1           | 32          | 2           | N/D         | 12          | 1           | 16          | 6           | 13          | -           | 3 × Platine Or 2 × Platine | 700 000        |                  |
| Bleu noir - Sortie : 6 décembre 2010 - Label : Stuffed Monkey         | 1       | 1           | 72          | 7           | 1           | 66          | 3           | 36          | 14          | N/D         | -           | Diamant Platine Or Platine | 600 000        |                  |
| Monkey Me - Sortie : 3 décembre 2012 - Label : Stuffed Monkey         | 1       | 1           | 29          | 3           | 1           | 38          | 1           | -           | 9           | N/D         | -           | 3 × Platine                | 500 000        |                  |
| Interstellaires - Sortie : 6 novembre 2015 - Label : Stuffed Monkey   | 1       | 1           | 21          | 3           | 1           | N/D         | 6           | 70          | 2           | N/D         | 79          | 3 × Platine Or             | 400 000        |                  |
| Désobéissance - Sortie : 28 septembre 2018 - Label : Stuffed Monkey   | 1       | 1           | 19          | 3           | 1           | N/D         | N/D         | N/D         | 5           | N/D         | -           | 2 × Platine                | 330 000        |                  |
| L'Emprise - Sortie : 25 novembre 2022 - Label : Stuffed Monkey        | 1       | 1           | 47          | 1           | 1           | N/D         | N/D         | N/D         | 7           | N/D         | -           | 2 × Platine                | 250 000        |                  |
|                                                                       | Total : | Total :     | Total :     | Total :     | Total :     | Total :     | Total :     | Total :     | Total :     | Total :     | Total :     | Total :                    | Total :        | 11 180 000       |

Le sigle "N/D" signifie que les classements ne sont pas disponibles.

### Albums en Public
|                                                                                  | Titre   | Classements | Classements | Classements | Classements | Classements | Classements | Classements | Classements | Classements | Classements | Classements    | Certifications | Ventes mondiales |
| FRA                                                                              | Titre   | Digital     | WAL         | FLA         | SUI         | ROM         | EUR         | RUS         | QBC         | GRE         | MON         |                | Certifications | Ventes mondiales |
| En concert - Sortie : 4 décembre 1989 - Label : Polydor                          | 9       | N/D         | N/D         | N/D         | N/D         | N/D         | 46          | N/D         | -           | N/D         | N/D         | Platine        | 500 000        |                  |
| Live à Bercy - Sortie : 21 mai 1997 - Label : Polydor                            | 2       | N/D         | 2           | -           | N/D         | N/D         | 17          | N/D         | 27          | N/D         | N/D         | 3 × Platine Or | 900 000        |                  |
| Mylenium Tour - Sortie : 5 décembre 2000 - Label : Stuffed Monkey                | 1       | N/D         | 8           | -           | 31          | N/D         | 20          | N/D         | -           | N/D         | N/D         | 2 × Platine Or | 750 000        |                  |
| Avant que l'ombre... À Bercy - Sortie : 4 décembre 2006 - Label : Stuffed Monkey | 1       | 1           | 3           | -           | 18          | N/D         | 14          | N/D         | -           | N/D         | -           | Or             | 250 000        |                  |
| No 5 on Tour - Sortie : 7 décembre 2009 - Label : Stuffed Monkey                 | 1       | 4           | 1           | 99          | 14          | 10          | 13          | 6           | -           | N/D         | -           | 2 × Platine Or | 250 000        |                  |
| Timeless 2013 - Sortie : 9 décembre 2013 - Label : Stuffed Monkey                | 2       | 5           | 2           | 82          | 13          | 2           | N/D         | N/D         | -           | 69          | 24          | Platine Or     | 200 000        |                  |
| Live 2019 - Sortie : 18 octobre 2019 - Label : Stuffed Monkey                    | 1       | 2           | 1           | 47          | 2           | 1           | N/D         | N/D         | N/D         | -           | N/D         | Platine        | 150 000        |                  |
| Nevermore - Sortie : 27 septembre 2024 - Label : Stuffed Monkey                  | 1       | 1           | 1           | 149         | 4           | 1           | N/D         | N/D         | N/D         | -           | N/D         | Platine        | 150 000        |                  |
|                                                                                  | Total : | Total :     | Total :     | Total :     | Total :     | Total :     | Total :     | Total :     | Total :     | Total :     | Total :     | Total :        | Total :        | 3 150 000        |

Le sigle "N/D" signifie que les classements ne sont pas disponibles.

### Compilations et Remixes

#### Compilations
|                                                                  | Titre   | Classements | Classements    | Classements | Classements | Classements | Classements | Classements | Classements | Classements | Classements                    | Certifications | Ventes mondiales |
| FRA                                                              | Titre   | Compil      | WAL            | SUI         | ROM         | EUR         | RUS         | QBC         | GRE         | EST         |                                | Certifications | Ventes mondiales |
| Les Mots - Sortie : 26 novembre 2001 - Label : Stuffed Monkey    | 1       | 1           | 1              | 6           | N/D         | N/D         | N/D         | -           | 18          | 5           | Diamant 2 × Platine Or Platine | 2 000 000      |                  |
| 2001-2011 - Sortie : 5 décembre 2011 - Label : Stuffed Monkey    | 3       | 1           | 10 (s) 14 (c)* | 36          | 8           | N/D         | 10          | -           | -           | -           | 2 × Platine Or                 | 250 000        |                  |
| Histoires de - Sortie : 4 décembre 2020 - Label : Stuffed Monkey | 2       | 1           | 2              | 5           | 1           | N/D         | N/D         | N/D         | -           | -           | Platine                        | 200 000        |                  |
| Plus grandir - Sortie : 20 août 2021 - Label : Polydor           | 1       | 1           | 1              | 69          | 6           | N/D         | N/D         | N/D         | 11          | -           | Platine                        | 130 000        |                  |
|                                                                  | Total : | Total :     | Total :        | Total :     | Total :     | Total :     | Total :     | Total :     | Total :     | Total :     | Total :                        | Total :        | 2 580 000        |

* En Belgique, l'album simple (s) et le coffret (c) ont été différenciés, contrairement aux autres pays dans lesquels les deux supports ont été additionnés.
Le sigle "N/D" signifie que les classements ne sont pas disponibles.

#### Remixes
|                                                             | Titre                                                    | Classements | Classements | Classements | Classements | Classements | Classements | Classements | Classements | Classements | Classements | Certifications | Ventes mondiales |
| FRA                                                         | Titre                                                    | WAL         | FLA         | SUI         | ROM         | EUR         | RUS         | QBC         | GRE         | EST         |             | Certifications | Ventes mondiales |
| Dance Remixes - Sortie : 23 novembre 1992 - Label : Polydor | 3                                                        | 9           | -           | N/D         | N/D         | N/D         | N/D         | 15          | N/D         | N/D         | 2 × Or      | 400 000        |                  |
| RemixeS - Sortie : 3 décembre 2003 - Label : Stuffed Monkey | 3                                                        | 15          | -           | 81          | N/D         | N/D         | N/D         | -           | 20          | 23          | Or          | 200 000        |                  |
|                                                             | Remix XL - Sortie: 19 avril 2024 - Label: Stuffed Monkey | 2           | 2           | 181         | 5           |             | N/D         | N/D         | N/D         |             |             | -              | 50 000           |
|                                                             | Total :                                                  | Total :     | Total :     | Total :     | Total :     | Total :     | Total :     | Total :     | Total :     | Total :     | Total :     | Total :        | 650 000          |

Le sigle "N/D" signifie que les classements ne sont pas disponibles.

## Singles
Note : Ce tableau indique la meilleure position de chaque titre par pays. Pour connaître le détail des classements entre les versions originales et les rééditions, voir la section "Rééditions".

### Années 1980
| Année | Titre                         | Meilleure position | Meilleure position | Meilleure position | Meilleure position | Meilleure position | Meilleure position | Meilleure position | Meilleure position | Meilleure position | Album            |
| Année | Titre                         | FRA                | WAL                | SUI                | RUS                | EUR                | QBC                | ALL                | P-B                | FLA                | Album            |
| ----- | ----------------------------- | ------------------ | ------------------ | ------------------ | ------------------ | ------------------ | ------------------ | ------------------ | ------------------ | ------------------ | ---------------- |
| 1984  | Maman a tort                  | 44                 | N/D                | N/D                | N/D                | -                  | -                  | -                  | -                  | -                  | Cendres de lune  |
| 1985  | On est tous des imbéciles     | -                  | N/D                | N/D                | N/D                | -                  | -                  | -                  | -                  | -                  | -                |
| 1985  | Plus grandir                  | 19                 | N/D                | N/D                | N/D                | -                  | -                  | -                  | -                  | -                  | Cendres de lune  |
| 1986  | Libertine                     | 1                  | N/D                | N/D                | N/D                | 34                 | 32                 | -                  | -                  | -                  | Cendres de lune  |
| 1987  | Tristana                      | 5                  | N/D                | N/D                | N/D                | 50                 | 17                 | -                  | -                  | -                  | Cendres de lune  |
| 1987  | Sans contrefaçon              | 2                  | N/D                | N/D                | N/D                | 9                  | 7                  | 46                 | -                  | -                  | Ainsi soit je... |
| 1988  | Ainsi soit je...              | 5                  | N/D                | N/D                | N/D                | 47                 | -                  | -                  | -                  | -                  | Ainsi soit je... |
| 1988  | Pourvu qu'elles soient douces | 1                  | N/D                | N/D                | N/D                | 6                  | 7                  | 87                 | 56                 | 29                 | Ainsi soit je... |
| 1989  | Sans logique                  | 6                  | N/D                | N/D                | N/D                | 39                 | -                  | -                  | -                  | -                  | Ainsi soit je... |
| 1989  | À quoi je sers…               | 3                  | N/D                | N/D                | N/D                | 67                 | -                  | -                  | -                  | -                  | -                |
| 1989  | Allan (Live)                  | 10                 | N/D                | N/D                | N/D                | 99                 | -                  | -                  | -                  | -                  | En concert       |

Le sigle "N/D" signifie que les classements ne sont pas disponibles.

### Années 1990
| Année | Titre                                       | Meilleure position | Meilleure position | Meilleure position | Meilleure position | Meilleure position | Meilleure position | Meilleure position | Meilleure position | Meilleure position | Album         |
| Année | Titre                                       | FRA                | WAL                | SUI                | RUS                | EUR                | QBC                | ALL                | POL                | AUT                | Album         |
| ----- | ------------------------------------------- | ------------------ | ------------------ | ------------------ | ------------------ | ------------------ | ------------------ | ------------------ | ------------------ | ------------------ | ------------- |
| 1990  | Plus grandir (Live)                         | 8                  | N/D                | -                  | N/D                | -                  | -                  | -                  | -                  | -                  | En concert    |
| 1991  | Désenchantée                                | 1                  | 1                  | 23                 | N/D                | 7                  | 9                  | 46                 | -                  | 16                 | L'Autre…      |
| 1991  | Regrets (avec Jean-Louis Murat)             | 3                  | 2                  | -                  | N/D                | 19                 | -                  | -                  | -                  | -                  | L'Autre…      |
| 1991  | Je t'aime mélancolie                        | 3                  | 8                  | -                  | N/D                | -                  | 11                 | 70                 | -                  | -                  | L'Autre…      |
| 1992  | Beyond My Control                           | 3                  | 10                 | -                  | N/D                | -                  | 32                 | -                  | 31                 | -                  | L'Autre…      |
| 1992  | Que mon cœur lâche                          | 7                  | 8                  | -                  | N/D                | 40                 | 16                 | -                  | -                  | -                  | Dance Remixes |
| 1995  | XXL                                         | 1                  | 3                  | 11                 | N/D                | 11                 | 10                 | -                  | -                  | -                  | Anamorphosée  |
| 1995  | L'Instant X                                 | 6                  | 12                 | -                  | 81*                | 26                 | 20                 | -                  | -                  | -                  | Anamorphosée  |
| 1996  | California                                  | 6                  | 22                 | -                  | N/D                | 35                 | 7                  | -                  | -                  | -                  | Anamorphosée  |
| 1996  | Comme j'ai mal                              | 2                  | 21                 | -                  | N/D                | 46                 | 18                 | -                  | -                  | -                  | Anamorphosée  |
| 1996  | Rêver                                       | 7                  | 12                 | -                  | N/D                | 37                 | -                  | -                  | -                  | -                  | Anamorphosée  |
| 1997  | La poupée qui fait non (Live) (avec Khaled) | 6                  | 5                  | -                  | N/D                | 34                 | 45                 | -                  | -                  | -                  | Live à Bercy  |
| 1997  | Ainsi soit je (Live)                        | 27                 | 22                 | -                  | N/D                | 90                 | -                  | -                  | -                  | -                  | Live à Bercy  |
| 1999  | L'Âme-Stram-Gram                            | 2                  | 9                  | -                  | N/D                | 14                 | -                  | -                  | 38                 | -                  | Innamoramento |
| 1999  | Je te rends ton amour                       | 10                 | 18                 | -                  | N/D                | 43                 | -                  | -                  | -                  | -                  | Innamoramento |
| 1999  | Souviens-toi du jour…                       | 4                  | 18                 | -                  | N/D                | 20                 | -                  | -                  | -                  | -                  | Innamoramento |

* Les classements russes n'ont commencé qu'en 2004. Ce classement correspond à la meilleure place du remix de One-T, paru en 2004.
Le sigle "N/D" signifie que les classements ne sont pas disponibles.

### Années 2000
| Année | Titre                                    | Meilleure position | Meilleure position | Meilleure position | Meilleure position | Meilleure position | Meilleure position | Meilleure position | Meilleure position | Meilleure position | Album                         |
| Année | Titre                                    | Ventes             | Digital            | WAL                | SUI                | RUS                | EUR                | QBC                | ISR                | GRE                | Album                         |
| ----- | ---------------------------------------- | ------------------ | ------------------ | ------------------ | ------------------ | ------------------ | ------------------ | ------------------ | ------------------ | ------------------ | ----------------------------- |
| 2000  | Optimistique-moi                         | 7                  | N/D                | 15                 | 58                 | N/D                | 30                 | -                  | N/D                | N/D                | Innamoramento                 |
| 2000  | Innamoramento                            | 3                  | N/D                | 24                 | 56                 | N/D                | 17                 | -                  | N/D                | N/D                | Innamoramento                 |
| 2000  | Dessine-moi un mouton (Live)             | 6                  | N/D                | 11                 | 59                 | N/D                | 30                 | -                  | N/D                | N/D                | Mylenium Tour                 |
| 2001  | L'histoire d'une fée, c'est…             | 9                  | N/D                | 10                 | -                  | N/D                | 40                 | -                  | N/D                | N/D                | Les Razmoket à Paris, le film |
| 2001  | Les Mots (avec Seal)                     | 2                  | N/D                | 2                  | -                  | N/D                | 8                  | 39                 | 15                 | N/D                | Les Mots                      |
| 2002  | C'est une belle journée                  | 5                  | N/D                | 11                 | -                  | N/D                | 22                 | -                  | N/D                | N/D                | Les Mots                      |
| 2002  | Pardonne-moi                             | 6                  | N/D                | 7                  | 45                 | N/D                | 21                 | -                  | N/D                | N/D                | Les Mots                      |
| 2005  | Fuck Them All                            | 2                  | N/D                | 2                  | 14                 | 22                 | 6                  | -                  | 5                  | 73                 | Avant que l'ombre...          |
| 2005  | Q.I.                                     | 7                  | N/D                | 4                  | 33                 | 81                 | 24                 | -                  | N/D                | -                  | Avant que l'ombre...          |
| 2006  | Redonne-moi                              | 7                  | -                  | 6                  | 27                 | -                  | 29                 | -                  | N/D                | -                  | Avant que l'ombre...          |
| 2006  | L'amour n'est rien...                    | 7                  | -                  | 9                  | 47                 | 4                  | 25                 | -                  | N/D                | -                  | Avant que l'ombre...          |
| 2006  | Peut-être toi                            | 3                  | -                  | 12                 | 34                 | -                  | 13                 | -                  | N/D                | -                  | Avant que l'ombre...          |
| 2006  | Slipping Away (Crier la vie) (avec Moby) | 1                  | 1                  | 1                  | 18                 | 4                  | 8                  | 5                  | 14                 | 8                  | Go – The Very Best of Moby    |
| 2006  | Avant que l'ombre... (Live)              | 10                 | -                  | 24                 | 54                 | -                  | 38                 | -                  | N/D                | -                  | Avant que l'ombre... À Bercy  |
| 2007  | Déshabillez-moi (Live)                   | 10                 | -                  | 19                 | 81                 | -                  | 33                 | -                  | N/D                | -                  | Avant que l'ombre... À Bercy  |
| 2008  | Dégénération                             | 1                  | 1                  | 1                  | 26                 | 65                 | 6                  | -                  | N/D                | -                  | Point de suture               |
| 2008  | Appelle mon numéro                       | 1                  | 22                 | 7                  | 53                 | 16                 | 13                 | -                  | N/D                | -                  | Point de suture               |
| 2009  | Si j'avais au moins…                     | 1                  | -                  | 25                 | 72                 | -                  | 6                  | -                  | N/D                | -                  | Point de suture               |
| 2009  | C'est dans l'air                         | 1                  | 26                 | 13                 | 44                 | -                  | 7                  | -                  | N/D                | -                  | Point de suture               |
| 2009  | Sextonik                                 | 1                  | -                  | 25                 | 77                 | 39                 | 7                  | -                  | N/D                | -                  | Point de suture               |

Le sigle "N/D" signifie que les classements ne sont pas disponibles.

### Années 2010
| Année | Titre                   | Meilleure position | Meilleure position | Meilleure position | Meilleure position | Meilleure position | Meilleure position | Meilleure position | Meilleure position | Meilleure position | Album           |
| Année | Titre                   | Ventes             | Digital            | WAL                | SUI                | ROM                | RUS                | QBC                | POL                | E-U                | Album           |
| ----- | ----------------------- | ------------------ | ------------------ | ------------------ | ------------------ | ------------------ | ------------------ | ------------------ | ------------------ | ------------------ | --------------- |
| 2010  | Oui mais... non         | 1                  | 1                  | 2                  | 52                 | 12                 | 8                  | 43                 | -                  | -                  | Bleu noir       |
| 2011  | Bleu noir               | 1                  | -                  | 16                 | -                  | -                  | -                  | -                  | -                  | -                  | Bleu noir       |
| 2011  | Lonely Lisa             | 1                  | 41                 | 10                 | -                  | -                  | 92                 | -                  | -                  | -                  | Bleu noir       |
| 2011  | Du Temps                | 4                  | 6                  | 9                  | 73                 | -                  | -                  | -                  | -                  | -                  | 2001-2011       |
| 2012  | À l'ombre               | 1                  | 4                  | 2                  | -                  | -                  | -                  | -                  | -                  | -                  | Monkey Me       |
| 2013  | Je te dis tout          | 3                  | -                  | 28                 | -                  | -                  | -                  | -                  | -                  | -                  | Monkey Me       |
| 2013  | Monkey Me               | 3                  | 44                 | 43                 | -                  | -                  | -                  | -                  | -                  | -                  | Monkey Me       |
| 2015  | Stolen Car (avec Sting) | 1                  | 1                  | 1                  | 55                 | 4                  | 6                  | N/D                | 30                 | 1*                 | Interstellaires |
| 2016  | City of Love            | 1                  | 145                | -                  | -                  | -                  | -                  | N/D                | -                  | -                  | Interstellaires |
| 2018  | Rolling Stone           | 1                  | 1                  | 13                 | -                  | 8                  | -                  | N/D                | -                  | -                  | Désobéissance   |
| 2018  | N'oublie pas (avec LP)  | 1                  | 1                  | 17                 | -                  | 5                  | -                  | N/D                | -                  | -                  | Désobéissance   |
| 2018  | Désobéissance           | 1                  | 32                 | -                  | -                  | -                  | -                  | N/D                | -                  | -                  | Désobéissance   |
| 2019  | Des Larmes              | 1                  | 74                 | -                  | -                  | -                  | -                  | N/D                | -                  | -                  | Désobéissance   |

* Le titre s'est classé au Billboard Dance Club.
Le sigle "N/D" signifie que les classements ne sont pas disponibles.

### Années 2020
| Année | Titre                   | Meilleure position | Meilleure position | Meilleure position | Meilleure position | Meilleure position | Meilleure position | Meilleure position | Album        |
| Année | Titre                   | Ventes             | Digital            | Stream + ventes    | WAL                | SUI                | ROM                | RUS                | Album        |
| ----- | ----------------------- | ------------------ | ------------------ | ------------------ | ------------------ | ------------------ | ------------------ | ------------------ | ------------ |
| 2020  | L'Âme dans l'eau        | 1                  | 2                  | 68                 | -                  | -                  | 2                  | -                  | Histoires de |
| 2022  | À tout jamais           | N/D                | N/D                | 10                 | 18                 | -                  | N/D                | -                  | L'Emprise    |
| 2022  | Rayon vert (avec AaRON) | N/D                | N/D                | 45                 | 4                  | -                  | N/D                | -                  | L'Emprise    |
| 2023  | Rallumer les étoiles    | N/D                | N/D                | 36                 | -                  | -                  | N/D                | -                  | L'Emprise    |
| 2023  | L'Emprise               | N/D                | N/D                | 46                 |                    |                    | N/D                |                    | L'Emprise    |
| 2025  | Confession              | N/D                | N/D                | N/D                | -                  | -                  | N/D                | -                  | -            |

Le sigle "N/D" signifie que les classements ne sont pas disponibles.

### Rééditions
Ce tableau indique les positions atteintes par les rééditions 45 tours et Maxi 45 tours depuis décembre 2017, en comparaison avec les positions atteintes par les éditions originales.
| Année | Titre                           | Classements | Classements | Album            |
| Année | Titre                           | (Original)  | (Réédition) | Album            |
| ----- | ------------------------------- | ----------- | ----------- | ---------------- |
| 1985  | Plus grandir                    | -           | 19          | Cendres de lune  |
| 1986  | Libertine                       | 10          | 1           | Cendres de lune  |
| 1987  | Tristana                        | 7           | 5           | Cendres de lune  |
| 1987  | Sans contrefaçon                | 2           | 2           | Ainsi soit je... |
| 1988  | Ainsi soit je...                | 12          | 5           | Ainsi soit je... |
| 1988  | Pourvu qu'elles soient douces   | 1           | 5           | Ainsi soit je... |
| 1989  | Sans logique                    | 10          | 6           | Ainsi soit je... |
| 1989  | À quoi je sers…                 | 16          | 3           | -                |
| 1989  | Allan (Live)                    | 32          | 10          | En concert       |
| 1990  | Plus grandir (Live)             | 35          | 8           | En concert       |
| 1991  | Désenchantée                    | 1           | 5           | L'Autre…         |
| 1991  | Regrets (avec Jean-Louis Murat) | 3           | 4           | L'Autre…         |
| 1991  | Je t'aime mélancolie            | 3           | 9           | L'Autre…         |
| 1992  | Beyond My Control               | 8           | 3           | L'Autre…         |
| 1992  | Que mon cœur lâche              | 9           | 7           | Dance Remixes    |
| 1995  | XXL                             | 1           | 8           | Anamorphosée     |
| 1995  | L'Instant X                     | 6           | 8           | Anamorphosée     |
| 1996  | California                      | 7           | 6           | Anamorphosée     |
| 1996  | Comme j'ai mal                  | 11          | 2           | Anamorphosée     |

### Autres singles

#### Singles promotionnels ou uniquement numériques
- 2001 : Regrets (Live)
- 2009 : C'est dans l'air (Live)
- 2010 : Paradis inanimé (Live)
- 2010 : Never Tear Us Apart (avec Ben Harper et INXS) (43e place en France et 41e en Wallonie)
- 2013 : Diabolique mon ange (Live)
- 2015 : Insondables (23e place en France et 22e en Wallonie)
- 2016 : C'est pas moi (183e place en France)
- 2018 : Sentimentale (19e place en France)
- 2019 : M'effondre (Live) (17e place en France)
- 2024 : Oui mais non (live)
- 2024 : Que je devienne (live)

#### Singlesdestinés à l'étranger
- 1984 : My Mum Is Wrong, adaptation anglaise de Maman a tort
- 1986 : We'll Never Die, sorti au  Canada (37e place au Québec)
- 1993 : My Soul Is Slashed[41], adaptation anglaise de Que mon cœur lâche, sorti en  Allemagne

#### Singles destinés aux DJ
(sortis uniquement en vinyles 12" très limités)
- 2003 : Sans contrefaçon (JCA Remix), extrait de RemixeS
- 2003 : Je t'aime mélancolie (Felix da Housecat Remix), extrait de RemixeS
- 2004 : L'Instant X (One-T Remix), extrait de RemixeS

### Faces B inédites
La plupart des faces B de Mylène Farmer correspondent à des versions différentes de la chanson faisant office de single (remix, instrumental...), mais il est arrivé parfois que ces faces B soient des chansons inédites :
- 1985 : L'Annonciation, face B de On est tous des imbéciles
- 1988 : Puisque…[41], face B de Pourvu qu'elles soient douces (l'instrumental a servi de générique de fin au clip de ce même single)
- 1989 : Dernier Sourire[42], face B de Sans logique
- 1989 : La veuve noire[43], face B de À quoi je sers
- 1989 : Psychiatric, face B de Allan (live)
- 1991 : Mylène is calling[41],[42], face B de Je t'aime mélancolie
- 1999 : Effets secondaires[43], face B de Je te rends ton amour

## Collaborations

### Duos et featurings
- 1987 : Guy Béart : Frantz en duo lors d'une émission de télévision.
- 1989 : Carole Fredericks : Maman a tort en duo lors du Tour 89, repris sur l'album En concert.
- 1991 : Jean-Louis Murat : Regrets en duo, extrait de l'album L'Autre..., sorti en single.
- 1996 : Khaled : La poupée qui fait non en duo lors du Tour 1996, repris sur l'album Live à Bercy, sorti en single.
- 2001 : Seal : Les Mots en duo, extrait du best of Les Mots, sorti en single, interprété lors des concerts au stade de France pour la tournée Nevermore 2023/2024
- 2006 : Abraham Laboriel Junior : Les Mots en duo lors des 13 concerts à Bercy, repris sur l'album Avant que l'ombre... À Bercy.
- 2006 : Moby : Slipping Away (Crier la vie) en duo, extrait de l'album Go – The Very Best of Moby, sorti en single.
- 2008 : Moby : Looking for my Name en duo, extrait de l'album Point de suture.
- 2010 : Line Renaud : C'est pas l'heure en duo, extrait de l'album Rue Washington de cette dernière.
- 2010 : Ben Harper : Never Tear Us Apart en duo, extrait de l'album Original Sin de INXS.
- 2013 : Gary Jules : Mad world et Les Mots en duo lors de la tournée  Timeless 2013 et repris sur l'album Live du même nom.
- 2015 : Sting : Stolen Car en duo, extrait de l'album Interstellaires, sorti en single, interprété lors des concerts à Paris la Défense Arena en 2019 et repris sur l'album Live 2019.
- 2015 : Shaggy : featuring de ce dernier sur un remix de City of Love.
- 2018 : LP : N'oublie pas en duo, extrait de l'album Désobéissance, sorti en single.
- 2019 : Michael Hutchence : Never Tear Us Apart en duo virtuel avec INXS, extrait de l'album Mystify - A Musical Journey with Michael Hutchence.
- 2022 : AaRON : Rayon vert en duo, extrait de l'album L'Emprise, sorti en single et interprété lors du Nevermore 2023.
- 2022 : Muse: Ghosts (How Can I Move On), extrait de la version française de l'album Will of the People.

### Collaborations musicales
Outre Laurent Boutonnat qui a composé la musique de la plupart de ses chansons, Mylène Farmer a collaboré avec :
- 2010 : RedOne : composition et réalisation des titres Oui mais... non et Lonely Lisa, sortis en single (en collaboration avec Jimmy Joker).
- 2010 : Moby : composition et réalisation de sept titres de l'album Bleu noir, dont le titre éponyme est sorti en single.
- 2010 : Archive : composition et réalisation des titres Leila (single promotionnel), Light Me Up et Diabolique mon ange (single promotionnel).
- 2015 : Martin Kierszenbaum : composition de neuf titres et réalisation de dix sur l'album Interstellaires.
- 2015 : The Avener : production du titre Stolen Car, sorti en single.
- 2015 : Matthew Koma : co-écriture du titre City of Love, sorti en single.
- 2018 : Feder : co-composition et production de huit titres de l'album Désobéissance, dont Rolling Stone sorti en single (co-composition avec A. Zimmerman, Q. Seguaud, P. Hoppe, K. Sawford, J. Iser et A. Hicklin).
- 2018 : LP : co-écriture et composition des titres Des larmes et N'oublie pas, sortis en single (co-composition avec Mike Del Rio et Nate Campany).
- 2018 : Léon Deutschmann : composition des titres Parler d'avenir, Retenir l'eau et Désobéissance, sorti en single.
- 2022 : Woodkid, Archive, Moby et AaRON pour l'album L'Emprise.

### Autres
- 1994 : productrice de l’EP Shade : Underbelly de Headmess (sorti aux  États-Unis) pour lequel elle a aussi composé les musiques, dont celle du titre Madeleine (qu’elle réutilisera pour le titre Et si vieillir m’était conté sur l'album Innamoramento).
- 2000 : auteure des paroles de l’album Gourmandises d’Alizée.
- 2001 : productrice du single I’m not a boy de Christia Mantzke.
- 2003 : auteure des paroles de l’album Mes courants électriques d’Alizée.
- 2003 : productrice des singles I want your wife et You du groupe Good Sex Valdes.
- 2008 : auteure des paroles du single Drôle de Creepie (générique français de Creepie), interprété par sa nièce Lisa.
- 2020 : auteure des paroles de l’album Passe... comme tu sais de Julia.

## Apparitions

### Musiques de films
- 1992 : My Soul Is Slashed présente dans le film Kamitsukitai de Shūsuke Kaneko
- 1996 : Sans Contrefaçon sur la B.O. du film Pédale douce
- 2001 : L’Histoire d’une fée, c’est… sur la B.O. du film Les razmokets à Paris (Rugrats in Paris dans les pays anglophones)
- 2006 : Devant soi sur la B.O. du film Jacquou le croquant (32e place en France)
- 2023 : L'Emprise sur la B.O. du film Donjons et Dragons : L'Honneur des voleurs.

### Disques d'autres artistes
- 2004 : Les Mots en duo avec Seal sur le Best of de ce dernier, Best 1991 - 2004
- 2006 : Slipping Away (Crier la vie) en duo avec Moby sur le best of de ce dernier, Go – The Very Best of Moby
- 2009 : Les Mots en duo avec Seal sur le Best of de ce dernier, Hits
- 2010 : C'est pas l'heure en duo avec Line Renaud sur l'album Rue Washington de cette dernière
- 2010 : Never Tear Us Apart en duo avec Ben Harper sur le disque Original Sin de INXS
- 2019 : Never Tear Us Apart en duo virtuel avec Michael Hutchence accompagnés par le groupe INXS, sur le disque Mystify - A Musical Journey with Michael Hutchence.

### Compilations
Les apparitions des chansons de Mylène Farmer sur des compilations sont assez rares pour être remarquées, et sont souvent associées à une cause.
- 1986 : Libertine sur la cassette et vinyle Polystar 2
- 1986 : Libertine sur le vinyle Hit-Parade 86, sorti en  Belgique
- 1987 : Tristana sur la cassette et vinyle Le cadeau de la vie (Lutte contre le cancer)
- 1989 : Sans Logique sur le vinyle La plus belle compilation NRJ - volume 2
- 1992 : Dernier Sourire sur le CD et vinyle Urgence, 27 artistes pour la recherche contre le SIDA
- 1992 : Je t'aime mélancolie sur le CD Life AIDS: Love is the answer, sorti en  Allemagne
- 2005 : Rêver sur le CD Solidarité Asie (Fonds reversés à Action contre la faim pour les victimes du tsunami)

### Compilations de remixes
- 1990 : Pourvu qu’elles soient douces (Razormaid Remix - Joseph Watt) sur le double vinyle du label Razormaid, Maid! How slow can you go?,  États-Unis
- 1990 : Pourvu qu’elles soient douces (Razormaid Remix - Joseph Watt) sur le CD du label Razormaid, Maid! How slow can you go? Volume 7,  États-Unis
- 1991 : Désenchantée (Digital Mix by Art Maharg) sur le double vinyle et le CD du label Razormaid, Gridlock! 2,  États-Unis
- 1991 : Psychiatric (Digital Mix) Mixed by Chris Cox sur le double vinyle du label Razormaid, Seismic Sound Three,  États-Unis
- 1993 : Beyond My Control by Joseph Watt sur le CD du label Razormaid, Maid! How slow can you go?,  États-Unis
- 1993 : Regrets (Digital Mix) by Joseph Watt sur le CD du label Razormaid, Maid! How slow can you go?,  États-Unis
- 1997 : La poupée qui fait non (Say it like you used to Club Remix) sur le triple vinyle Summer Party ’97
- 2006 : Slipping Away (Crier la Vie) (Manhatten Clique Club Remix) en duo avec Moby sur la version remixée du best of de ce dernier, Go – The Very Best of Moby (Remixed)
- 2006 : Slipping Away (Crier la Vie) (Axwell Remix) en duo avec Moby sur le double CD Discomix 4,  Russie
- 2007 : Slipping Away (Crier la Vie) (Axwell Remix) en duo avec Moby sur le CD Taneční Liga vol. 94, République tchèque
- 2008 : Je te rends ton amour (Redemption/Perky Park Mix) sur le triple CD de D.J. S.E.A.L.K., In The M.I.X,  Europe
- 2009 : L’Âme-Stram-Gram (Perky Park pique d’âme Dub Mix), C’est dans l’air (Fat Phaze Remix), Je te rends ton amour (illumination – Perky Park Dub Mix) sur le CD promo du label Melting Sound Studio, Sanya’s Night on the Club vol. 001 In The Mix,  Russie